# J Dilla
Джеймс Дью́итт Йе́нси (англ. James Dewitt Yancey; 7 февраля 1974, Детройт — 10 февраля 2006, Лос-Анджелес), более известный как J Dilla (рус. Джей Ди́лла), или Jay Dee (рус. Джей Ди), — американский битмэйкер, продюсер и рэпер. Являлся участником групп Slum Village, Soulquarians и The Ummah. Сотрудничал с такими исполнителями и группами, как A Tribe Called Quest, De La Soul, Madlib, Busta Rhymes, Эрика Баду, MF Doom, The Roots, The Pharcyde и Common. Его творчество повлияло на многих других хип-хоп исполнителей, в числе которых Канье Уэст, Pete Rock, Фаррелл Уильямс и Биг Шон. Агрегатор сайта Genius назвал
Nujabes и J Dilla «крёстными отцами Lo-Fi-хип-хопа».
Карьера Йенси развивалась медленно, несмотря на то, что он высоко ценился группами и рэперами, которых он продюсировал. Он вышел из андеграунд хип-хоп сцены Детройта в середине 1990-х. В начале 2000-х его сольная карьера начала улучшаться. В 2001 году вышел его дебютный сольный альбом Welcome 2 Detroit. Через 2 года выходит его совместный альбом с Madlib’ом — Champion Sound, который резко увеличивает интерес публики к обоим музыкантам. Его карьера начала стремительно набирать обороты, но в 2006 году Йенси умер от заболевания крови.
Многие из музыкантов, с которыми он работал, и большая группа последователей высказали свою поддержку покойному музыканту. После его смерти, музыка Йенси возродилась и получила гораздо больше слушателей, чем при его жизни, частично благодаря СМИ. Многие музыканты выпустили трибьют-альбомы в его честь.
Всего при жизни он выпустил 2 альбома и 1 EP в составе Slum Village, 1 альбом в составе дуэта Jaylib и 3 сольных альбома, включая Donuts, выпущенный на его тридцать второй день рождения, за три дня до смерти. Помимо этого, он оставил после себя большое количество материала, которого хватило на выпуск нескольких посмертных альбомов и EP.

## Биография

### Детство и юность
Джеймс Йенси родился 7 февраля 1974 года в Детройте. Он был вторым по старшинству из четырёх детей после старшего брата Эрла. Также у него была младшая сестра и младший брат Джонни (рэпер/продюсер, известный как Illa J). Семья жила в Детройте. Он унаследовал обширные музыкальные знания от своих родителей: его мать, Морин Йенси (англ. Maureen Yancey) — бывшая оперная певица, а отец, Беверли Йенси (англ. Beverly Yancey), был джазовым басистом и играл на фортепиано. Со слов его матери, он чувствовал хорошую гармонию в возрасте двух месяцев, к изумлению друзей музыканта и родственников, а также не засыпал, пока ему не сыграют какую-нибудь джазовую композицию. Он начал собирать виниловые пластинки с альбомами различных исполнителей в возрасте двух лет.
Однако вскоре родители стали беспокоиться о будущем своего сына. Они настояли, чтобы он отправился учиться в аэро-техническую школу Дэвиса (англ. Davis Aerospace Technical High School) и после неё поступил в военно-воздушные силы США. Но и во время обучения любовь к музыке не покидала его. Каждый месяц он, под псевдонимом DJ Silk, работал в качестве диджея на школьных вечеринках. Через три года он решил бросить обучение, отчасти из-за нелюбви к форме, и перейти в школу Першинга (англ. Pershing High School).
Наряду с широким диапазоном музыкальных жанров, Йенси развивал страсть к хип-хоп музыке. В 1985 году, услышав трек «Big Mouth» группы Whodini, он решает сам заняться созданием хип-хоп музыки. Вместе с приятелем Чаком, для которого он создавал биты, они начинают записываться на студии Metroplex Studios. В течение этих подростковых лет он жил один в комнате с его постоянно растущей коллекцией пластинок, совершенствуя свои навыки. Позже, несколько лет спустя, при встрече с Pete Rock, он сказал: «я пытался быть Вами».

### Ранняя карьера
В 1992 году он встретился с музыкантом Amp Fiddler’ом, который был впечатлён тем, чего Jay Dee смог достигнуть с таким ограниченным набором инструментов. Amp Fiddler разрешил ему использовать свой MPC, который Jay Dee освоил весьма быстро, даже без использования инструкции. Родители же Диллы, напротив, не поддерживали начинание сына. Его отец грозился выбросить все инструменты сына.
В 1995 году Jay Dee и MC Phat Kat объединились в группу 1st Down и стали первой детройтской хип-хоп группой, которая подписала контракт с мейджор-лейблом (Payday Records). Однако сделка была закончена после одного сингла из-за закрытия лейбла. В том же году он записал альбом The Album That Time Forgot вместе с 5 Elementz (группа, состоящая из Proof’а, Thyme’а и Mudd’а).
В 1996 году он собрал рэп-группу под названием Slum Village с одноклассниками T3 (Р. Л. Олтман третий, англ. R.L. Altman III) и Baatin (Тайтус Главэр, англ. Titus Glover). В том же году был записан их дебютный альбом, Fan-Tas-Tic (Vol. 1), который, однако, официально был выпущен только в 2005 году.
К середине 1990-х Jay Dee был известен как один из перспективных хип-хоп исполнителей, с чередой синглов и ремиксов для Джанет Джексон, The Pharcyde, De La Soul, Busta Rhymes, A Tribe Called Quest, сольного альбома Q-Tip и других. В большинстве этих композиций не упоминалось его имя, на виду были только The Ummah (коллектив из битмейкеров, также включающий в себя Q-Tip и Али Шахид Мухаммада из группы A Tribe Called Quest, и позднее Рафаэла Садика из группы Tony! Toni! Toné!). В составе этой группы он смог поработать со знаменитостями R&B и хип-хопа, создавая минусовки и ремиксы для Джанет Джексон, Busta Rhymes, Brand New Heavies, Something For the People, трип-хоп группы Crustation и многих других. В 1995 году выходит альбом группы The Pharcyde Labcabincalifornia, большинство из песен на котором спродюсированы Jay Dee. В 1997 году Джанет Джексон получила премию Грэмми за песню «Got ’til It’s Gone» с альбома The Velvet Rope, сопродюсером которой, как он уверял, был Jay Dee. Однако его имя не было упомянуто в аннотации на обложке альбома. Позже он выпустил другую версию этого трека под названием «Got 'Til It’s Gone (Ummah Jay Dee’s Revenge Mix)».

### Рассвет карьеры

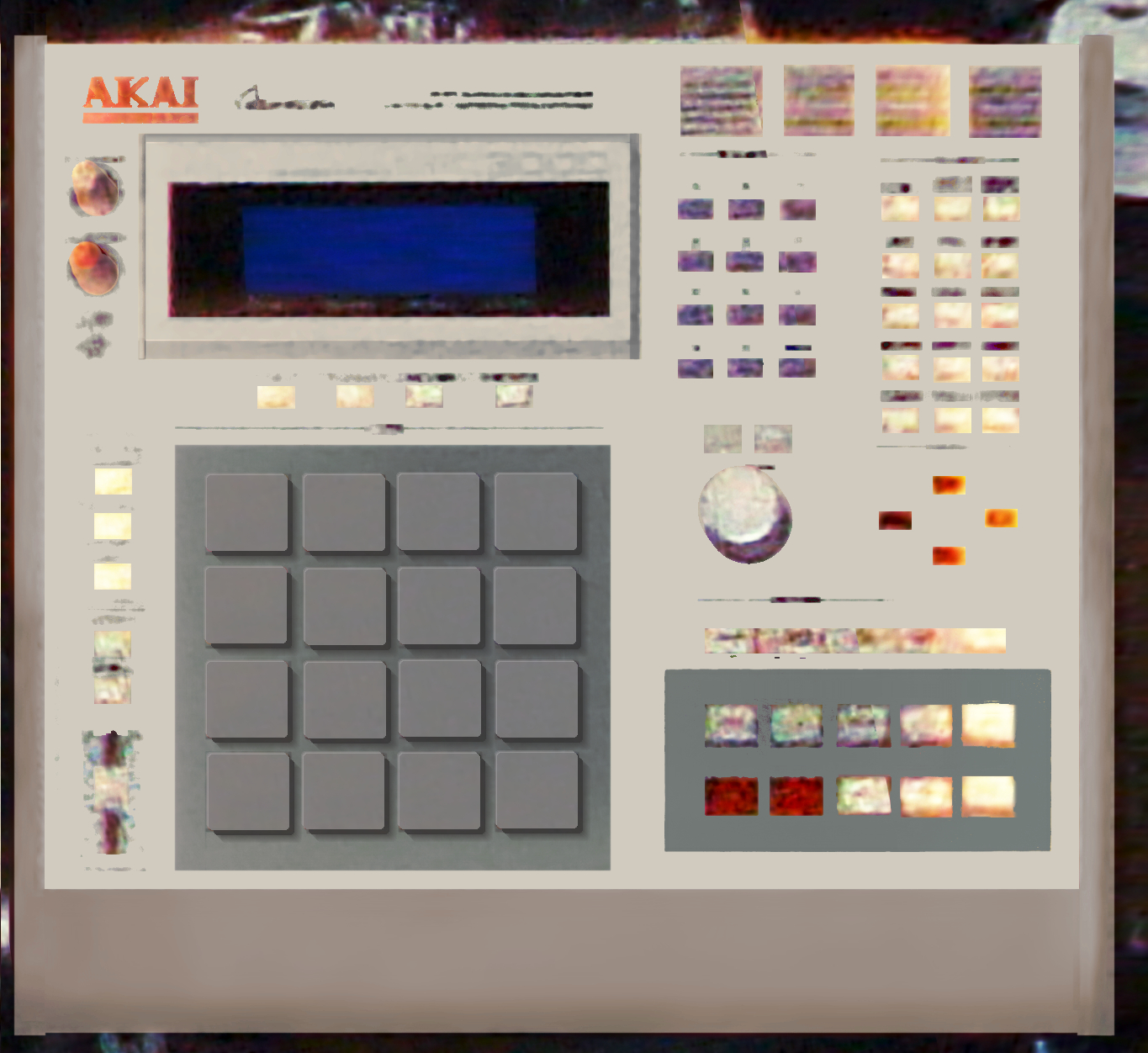
Akai MPC3000 — любимый инструмент музыканта.

В 2000 году вышел дебютный официально выпущенный альбом Fantastic, Vol. 2 в составе группы Slum Village, в котором он выступил как продюсер и рэпер. Несмотря на то, что из-за бутлегерства продажи были низкими, это не помешало альбому обрести популярность в андерграунд среде. Самого Диллу, однако, это не смущало. «Говорят, мы стали мультиплатиновыми на улицах <…> бутлегерство было настолько сильным, что к тому моменту, когда мы выпустили альбом, он уже у всех был», — рассказал он в интервью Gilles Peterson Worldwide на радио BBC в 2001 году.
Jay Dee был также членом-учредителем битмейкерского коллектива Soulquarians (наряду с Questlove из группы The Roots, D'Angelo и Джеймсом Пойзером), благодаря чему заработал себе ещё больше признания. Впоследствии он работал с Эрикой Баду, Талибом Квели и Common'ом (с его альбомом-прорывом Like Water for Chocolate, в записи которого он принял большое участие).
В 2001 году Jay Dee меняет псевдоним на J Dilla (чтобы его не путали с Jermaine Dupri, который использовал похожий псевдоним J.D.). В том же году он покидает Slum Village чтобы начать сольную карьеру, а также не желая увидеть развал группы, который он уже видел в A Tribe Called Quest и The Pharcyde.
Как сольный исполнитель он дебютировал в 2001 году с синглом «Fuck the Police». Он был написан после постоянных проблем с полицией, которые задерживали его из-за внешнего вида — J Dilla одевался в самые модные вещи и имел дома гардероб, доверху заполненный вещами, из-за чего полиция считала его наркодилером. В том же году независимым английским лейблом BBE был выпущен его дебютный сольный альбом Welcome 2 Detroit.
В 2002 году J Dilla подписал контракт с MCA Records на выпуск двух альбомов. Первым альбомом стал 48 Hours группы Frank n Dank — единственный альбом, созданный Диллой без использования сэмплов. Однако он никогда не был издан и дошёл до публики только в качестве бутлега. Когда J Dilla и Frank’N’Dank закончили работу над альбомом, MCA Records попросили сделать альбом более похожим на коммерчески успешные альбомы. Музыканты перезаписали большинство треков, но ни первая, ни вторая версия альбома так и не дошёл до публики. J Dilla остался разочарован тем, что его музыка не смогла добраться до поклонников.
Вторым альбомом стала сольная запись Диллы. Несмотря на то, что J Dilla был известен как продюсер, его рэперские способности часто ставились под сомнение. Журнал Spin, в частности, в 2000 году назвал Диллу «возможно, худшим продюсером, читающим рэп, со времён Warren G». J Dilla решил доказать всем, что он не только продюсер, но и рэпер, поэтому на этом альбоме он решил только читать текст, а для написания музыки пригласил своих любимых продюсеров, таких как Madlib, Pete Rock, Hi-Tek, Supa Dave West, Канье Уэст, Nottz, Waajeed и Quebo Kuntry (J.Benjamin). Однако из-за несоответствия ожиданиям лейбла, а также в результате ряда внутренних перемен в лейбле и его объединения с Geffen Records, выпуск альбома был отложен, и в результате он не был выпущен при жизни музыканта. В 2016 году PayJay (лейбл, управляемый родственниками Диллы) и лейбл Nas’а Mass Appeal выпустили данный альбом под названием The Diary.
Разочаровавшись, Дилла решил сосредоточиться на создании музыки. В 2003 году (по слухам, за одну неделю) он записал EP Ruff Draft, выпустив небольшую партию виниловых пластинок на свои деньги на собственном лейбле Mummy Records. Альбом распространялся через небольшой, на тот момент, немецкий лейбл Groove Attack, позже ставшим одним из крупнейших в Европе. Хотя альбом был малоизвестен, он ознаменовал изменение в его звучании и мировоззрении, и с этого момента все альбомы он стал выпускать на независимых лейблах звукозаписи. В интервью 2002 года он говорил об этой смене направления:

Знаете, если у меня был бы выбор… я бы пропустил мейджор-лейблы и сам бы выпускал альбомы… Поверьте мне! Я обращаюсь к каждому: делайте всё сами, и пусть независимые лейблы идут к вам, вместо того, чтобы идти к ним и ждать. Это не весело. Посмотрите на меня — сейчас я на MCA Records, но такое чувство, будто я всё ещё без лейбла. Слава богу, это, конечно, круто, но чёрт возьми, я сижу и думаю: «Когда же мой альбом выйдет, в конце концов?! Все уже давно готово, сколько можно ждать?»
Оригинальный текст (англ.)You know, if I had a choice... Skip the major labels and just put it out yourself, man... Trust me. I tell everybody it's better to do it yourself and let the Indies come after you instead of going in their [direction] and getting a deal and you have to wait. It ain't fun. Take it from me. Right now, I'm on MCA but it feels like I'm an unsigned artist still. It's cool. It's a blessing, but damn I'm like, 'When's my shit gonna come out? I'm ready now, what's up?'

### Champion Sound
С 1996 года вокруг Джей Диллы сформировалось сообщество фанатов, распространявшее его демозаписи. J Rocc, битмейкер и участник коллектива Beat Junkies, предоставил имеющуюся у него запись продюсеру и рэперу Madlib’у, который использовал несколько треков с этой записи при создании своих треков.
В 2002 году основатель лейбла Stones Throw Peanut Butter Wolf работал над микстейпом-компиляцией, которую он собирался использовать в своих диджейских сетах. Он решил добавить в неё один из треков Мэдлиба с инструменталами Диллы, «The Message», написав вместо имени артиста Jaylib (словослияние имён музыкантов Jay Dee и Madlib). При этом самого Диллу об этом не предупредили. Всего было отпечатано несколько сотен white label-копий микстейпа (позже выпущенного под названием Stones Throw Summer 2002). J Dilla узнал об этом и позвонил Peanut Butter Wolf’у:

На самом деле, мы ничего не сказали Дилле, и поэтому позже он мне позвонил и говорит: «Эй, что это за бутлег?!». Я не был уверен, имел ли он в виду что-то вроде «я зол на тебя». И он говорит: «Эй, давайте сделаем что-нибудь, но официально». Мы придумали, что на одной половине альбома Madlib будет читать рэп на биты Диллы, а на другой — Дилла будет читать на биты Madlib’а.
Оригинальный текст (англ.)We didn’t even tell Dilla, actually, when we did it, and Dilla called me up afterwards like, ‘Yo, what’s up with the bootleg, man?!’ And I wasn’t sure if he was like, ‘What’s up?’ like, ‘I’m pissed off at you.’ And he was like, ‘Yo, man, let’s do some shit like that but official.’ So we came up with the idea of Madlib rapping over Dilla beats for half the album and Dilla rapping over Madlib beats for the other.

Однако Джефф Джанк (англ. Jeff Jank), сооснователь, креативный директор и дизайнер лейбла заявляет, что разговор между ними был более напряжённым:

Когда Дилла узнал, он позвонил Wolf’у и всё ему высказал: «Так дела не делают! Если вы хотите что-то сделать, то делайте правильно». Именно в тот момент и родилась идея о создании альбома <…> Если б у Диллы не хватило смелости позвонить Wolf’у и высказать ему, не было бы и совместного альбома. Я всегда уважал его за это. Он был абсолютно прав. Это нас многому научило.
Оригинальный текст (англ.)So when Dilla heard about it he calls up Wolf and chews him out. ‘That ain’t how you do it, if you want to do something, do it the right way.’ The plan to do a Jaylib record was sparked right then and there … If Dilla didn’t have the balls to call Wolf and chew him out, there would have been no collab. I always had a lot of respect for Dilla from that, I mean, he was totally right. We all learned from it.

Работа над альбомом велась удалённо, музыканты отправляли друг другу компакт-диски с материалом. Альбом был выпущен в 2003 году под названием Champion Sound, с использованием старого названия с компиляции, Jaylib, в качестве названия дуэта. Champion Sound был хорошо принят критиками, однако его затмил другой альбом Madlib’а, вышедший в то же время — Madvillainy, совместная работа с MF Doom’ом (в составе дуэта Madvillain), ставшая позже одним из самых продаваемых альбомов лейбла. Несмотря на невысокие продажи, альбом позволил Дилле вернуться к старому, близкому к андерграунду звучанию, и дал возможность работать так, как он считал нужным — то, чего он не мог себе позволить во время работы с MCA.
Весной 2004 года J Dilla участвовал совместно с Madvillain в туре в честь выпуска Madvillainy, выступив в Лос-Анджелесе, Сан-Франциско, Нью-Йорке и Торонто.

### Проблемы со здоровьем,Donutsи смерть
Начиная с января 2002 года, после поездки в Европу, J Dilla стал замечать проблемы со здоровьем. После обследования в госпитале врачи поставили диагноз тромботическая тромбоцитопеническая пурпура (англ. TTP). Позже станет известно, что данная болезнь дала осложнения, среди которых почечная недостаточность, повышенный уровень сахара в крови, проблемы с иммунной системой, различные сердечные заболевания и волчанка. Он покинул госпиталь через полтора месяца, но вскоре вернулся. Последующие четыре года он провёл между домом и госпиталем.
В 2004 году, по приглашению Common’а, а также чтобы находиться ближе к друзьям с лейбла Stones Throw (в частности, Madlib’у), J Dilla переехал из Детройта в Лос-Анджелес, где они жили с Common’ом в одном доме и совместно работали над проектами. Common считал, что «солнце, тепло и красивые девушки» помогут Дилле. Однако он стал чувствовать себя ещё хуже, чем раньше. Он обратился к специалисту, который сказал, что ему необходимо принимать различные препараты, иначе он умрёт. В ноябре 2004 Дилла просит свою мать переехать в Лос-Анджелес для помощи ему.
После приезда матери, Дилла отправился в госпиталь, где находился до марта 2005 года. Он постоянно находился под её присмотром. Его заболевание привело к почечной недостаточности из-за чего ему приходилось проходить гемодиализ три раза в неделю. Продолжительное лежание вызвало отёк ног из-за чего он мог передвигаться только в инвалидной коляске или с тростью. Иногда ему приходилось заново учиться глотать. Он также потерял 50 % своего веса. В 2005 году, за несколько недель до его 31-го дня рождения, врачи обнаружили у него волчанку.
Даже находясь в больнице, несмотря на боль и дискомфорт, он продолжал работать. Для этого ему в палату принесли семплер Roland SP-303 и проигрыватель виниловых пластинок.
J Dilla никому не рассказывал о своём здоровье, но после слухов о том, что он находится в коме, в июне 2005 года он решил дать интервью журналу XXL, в котором опроверг эти слухи. Только его мать и доктор знали о том, насколько плохо его состояние. Однако серьёзность его состояния стала достоянием общественности в ноябре 2005 года, когда во время тура по Европе он выступал в инвалидном кресле.
В последний год своей жизни, J Dilla стал верующим. Вместе с матерью они изучали Книгу Иова, которая рассказывает о страданиях невинных.
Его доктор заявил, что J Dilla смирился со своей болезнью и отказался от прохождения дальнейшего лечения. «Я не хочу становиться профессиональным пациентом», — сказал он.
7 февраля 2006 года, свой тридцать второй день рождения, он провёл в своём доме в Лос-Анджелесе. В этот же день был выпущен его последний прижизненный альбом, Donuts, записанный в госпитале, и позже ставший самым известным альбомом Диллы. Через три дня, 10 февраля 2006 года, J Dilla умер. По словам матери, причиной смерти была остановка сердца. Он был похоронен 14 февраля на кладбище Форест-Лон. Среди гостей на похоронах были Pete Rock, Busta Rhymes, The Roots, Common, Эрика Баду, Amp Fiddler и Xzibit.

## Посмертные альбомы
На момент смерти, J Dilla имел несколько незаконченных проектов, запланированных на выпуск в будущем. По словам T3, одного из участников группы Slum Village, J Dilla имел около 150 невыпущенных битов, достаточных для создания 30 треков. Некоторые из них были использованы при создании их восьмого студийного альбома Yes!. Всего, по слухам, после смерти Диллы у него осталось 4000 незаконченных инструменталов.
The Shining был готов на 75 %. Впоследствии, альбом был доделан Карримом Риггинсом уже после смерти Диллы. Альбом был выпущен 22 августа 2006 года на лейбле BBE.
Ruff Draft, изначально выпущенный в феврале 2003 года в виде EP, был переиздан в виде CD/LP в марте 2007 года. Иногда считается его третьим сольным альбомом. Переиздание содержит ранее невыпущенный материал и инструменталы. Также альбом был выпущен в формате аудиокассеты, возвращая «грязное» звучание, характерное для J Dilla.
О Jay Love Japan объявили в 2005 году как его дебютном релизе на лейбле Operation Unknown. Официальный выпуск остаётся окутанным тайной, поскольку различные подлинные и поддельные версии этого мини-альбома продаются в онлайн-магазинах.
Champion Sound, совместный альбом Диллы и Madlib’а, был переиздан в июне 2007 года на лейбле Stones Throw Records в виде двухдискового Deluxe-издания с инструменталами и дополнительными треками.
Также его композиции использовались в саундтреке к игре NBA 2K8 и компиляции B-Ball Zombie War, выпущенной на лейбле Stones Throw.
Dillagence, микстейп состоящий из неизданных ранее треков с участием Busta Rhymes и спродюсированный J Dilla, вышел в ноябре 2007 года. Busta был одним из самых ярых сторонников Диллы. В своём интервью на радио Hot 97 он признался, что J Dilla помогал ему с продакшном на каждом альбоме. Компиляция была выпущена для свободного скачивания на сайте MickBoogie.com.
Pay Jay, невышедший альбом, записанный Диллой на лейбле MCA Records, был неофициально выпущен в виде бутлега в 2008 году. Задуманный как демонстрация навыков Диллы у микрофона, он содержит как продакшн от самого Диллы, так и от Канье Уэста, Waajeed, Bink!, Supa Dave West, Nottz, Questlove, Каррима Риггинса и Pete Rock.
Yancey Boys, дебютный альбом младшего брата Диллы, Джона «Illa J» Йенси, вышел в 2008 году на лейбле Delicious Vinyl. Альбом был полностью спродюсирован Диллой. В 2009 году Stones Throw выпустили цифровую инструментальную версию данного альбома.
В 2009 году был выпущен Jay Stay Paid — альбом, спродюсированный матерью Диллы, Морин «Ma Dukes» Йенси, и его идолом Pete Rock. Он включает в себя как ранние треки, так и более поздние работы, записанные во время его нахождения в госпитале. Несмотря на то, что альбом по большей части инструментальный, на нём также представлены треки в исполнении Black Thought из The Roots, Blu, Havoc из Mobb Deep, Illa J, Lil Fame из M.O.P., MF DOOM и Raekwon.
30 октября 2015 года был выпущен альбом Dillatronic, состоящий из сорока одного инструментального трека, взятых из невыпущенных ранее материалов Диллы. Он был составлен матерью Диллы совместно с лейблом Vintage Vibez Music Group и выпущен этим же лейблом на компакт-дисках, а также в виде комплекта из трёх LP. Альбом сильно отличается своим электронным звучанием от остальных альбомов музыканта.
В феврале 2016 года лейбл под управлением родственников Диллы PayJay и лейбл Nas’а Mass Appeal сообщили о том, что они готовят к выпуску невыпущенный альбом The Diary. Запланированный к релизу на лейбле MCA в 2002 году, альбом был отложен и в итоге так и не был выпущен. Но после почти 15 лет разрешения всех формальностей, получения разрешений на использование семплов и восстановления всех файлов проекта альбом удалось подготовить к релизу. Курировал работу над альбомом Egon, бывший менеджер лейбла Stones Throw, нанятый родственниками Диллы поскольку он много общался с ним и знал, каким J Dilla видел данный альбом. В записи альбома также приняли участие Snoop Dogg, Bilal, Kokane, Frank n Dank, Nottz и Boogie. Продюсерами альбома стали: сам J Dilla, Madlib, Pete Rock, Hi-Tek, Nottz, House Shoes, Supa Dave West, Bink! и Каррим Риггинс. Альбом был анонсирован Насом в эфире радио Beats 1, где он также представил один из треков альбома, «The Introduction», и отметил, что по его мнению J Dilla «всё ещё находился в процессе развития». Релиз альбома запланирован на 15 апреля 2016 года.
В ноябре 2020 года мать J Dilla Ma Dukes объявила, что 5 февраля 2021 года выйдет переиздание дебютного альбома продюсера «Welcome 2 Detroit». Релиз пластинки запланирован в честь 20-летия с момента выхода оригинальной версии. Согласно информации лейбла BBE Music, в переиздание альбома войдут новые версии треков, ремиксы, а также книга о его создании.

## Наследие
Смерть Джей Диллы оказала значительное влияние на хип-хоп сообщество. Помимо многочисленных трибьютов и концертов, смерть Диллы породила большой интерес к его творчеству.
Дэйв Шаппел посвятил ему свой документальный фильм Dave Chappelle's Block Party, о чём он заявляет в начале фильма. Релиз фильма состоялся 3 марта 2006 года, через месяц после смерти Диллы. Фильм сосредотачивается главным образом на Soulquarians — хип-хоп группе, одним из членов которой являлся J Dilla.
В мае 2006 года мать Диллы объявила о создании The J Dilla Foundation, созданным для помощи больным волчанкой.
В феврале 2007 года, через год после его смерти, PLUG Awards присудили Дилле награду Продюсер года (англ. Record Producer of the Year) и Артист года (англ. Artist of the Year).
В мае 2012 года мать Диллы заявила о создании лейбла Ruff Draft Records, названного в честь одноимённого альбома музыканта. Помимо выпуска невыпущенного материала Диллы, он займётся выпуском альбомов молодых исполнителей. «Мы хотим облегчить работу с этими детьми; мы не знаем, сколько там ещё Джей Дилл. Кто-то должен их найти», — сказала Миссис Йенси.
Летом 2012 года одна из улиц во французском городе Монпелье была названа в честь Джей Диллы.
В память об альбоме Donuts и племяннике, в 2013 году дядя Джей Диллы, Херман Хэйз (англ. Herman Hayes), решил открыть магазин по продаже пончиков. «Я хочу почтить память племянника правильно, и это — хороший способ», — заявил он. В магазине будут продаваться около 20 различных видов пончиков, названных в честь Диллы, его треков и мест, где он жил.
В июле 2014 года его мать подарила Национальному музею афроамериканской истории и культуры несколько инструментов сына, в числе которых сделанный на заказ синтезатор Minimoog Voyager и семплер Akai MPC 3000 Limited Edition. Представители музея заявили, что инструменты Диллы будут стоять в одном ряду с предметами Джорджа Клинтона, Луи Армстронга и Эллы Фицджеральд. Сама мать музыканта утверждает, что сразу несколько музеев хотели получить эти инструменты в свои коллекции, но был выбран именно данный музей и инструменты были переданы только спустя пять лет ожидания.
В феврале 2016 года официальный поставщик носков NBA компания Stance выпустила ограниченным тиражом в 1000 пар носки, посвящённые Дилле. Они были выполнены в тёмно-синих и оранжевых тонах, с нарисованным пончиком и надписью «Dilla». Все средства, полученные от продаж, пошли на помощь семье музыканта.

### Семья и их трудности
Несмотря на все почести, между матерью Диллы и распорядителем его состояния Артуром Эрком (англ. Arthur Erk) были зафиксированы конфликты относительно будущих релизов J Dilla. В интервью LA Weekly Эрк рассказал, насколько трудно «защитить его наследие» из-за бутлегерства и неофициальных микстейпов. Он подчеркнул, насколько важно собрать весь возможный доход, связанный с именем Диллы, поскольку он был должен много денег из-за большого количества медицинских счетов в конце его жизни.
Спустя несколько недель после этого интервью, мать Диллы высказала своё мнение. В дополнение к заявлению о том, что Эрк не общается с семьёй Диллы, она заявила, что он запретил любому использование имени или образа её сына:

Одна из вещей, которые J Dilla хотел чтобы я сделала с его наследием, должна была быть помощь больным людям, детям, которые были музыкально одаренными, но имели небольшую надежду из-за бедности. Я хотела использовать свои контакты, чтобы помочь людям, но всё это было раздавлено, потому что мы не могли разобраться с властями и не было ничего, что мы могли с этим поделать. Я — мать Диллы, и я не могу использовать его имя или образ, но я знаю, что я все ещё могу чтить его, делая его работу.
Оригинальный текст (англ.)One of the things Dilla wanted me to do with his legacy was to use it to help others, people with illness, kids who were musically gifted but had little hope due to poverty. I wanted to use my contacts to help people and out and it was squashed because we weren’t in compliance with the state and there was nothing we could do about it. I’m Dilla’s mother and I can’t use Dilla’s name or likeness, but I know that I still can honor him by doing his work. 

Миссис Йенси также упомянула, что Эрк был фактически бухгалтером Диллы, а не управляющим его делами в целом, и обязан своим положением только потому что она и J Dilla были прежде всего обеспокоены здоровьем музыканта, а не документами. Она также заявила, что друзья Диллы в хип-хоп сообществе, такие как Эрика Баду, Busta Rhymes, Madlib, Common и The Roots, связались с ней лично для использования материалов её сына в своих будущих проектах, но наследники наложили вето на все будущие проекты, не добавленные в контракт до его смерти. Она также сказала, что J Dilla не стал бы преследовать или судиться с другими:

Дилла не любил споры, он хотел бы чтобы всё было мирно. Дилла был про любовь в различных формах и когда наследники совершают абсолютно противоположные вещи — это неуважение к нему и к тому, кем он был.
Оригинальный текст (англ.)Dilla wasn’t about controversy, he would’ve liked things to have been peaceful. Dilla was about love in many formats and for his estate to have done the exact opposite is not having any respect for him or who he was.

Дилла оставил после себя двух дочерей. Он планировал оплатить счета и поддерживать семью выпуская новые альбомы. Однако из-за долга Диллы правительству семья не получает дохода от его проектов. Дети Диллы поддерживаются социальным обеспечением, которое получают их матери. Мать самого музыканта всё так же живёт в гетто Детройта и работает в детском саду. Через несколько лет после смерти сына, у неё диагностировали волчанку — ту же болезнь, из-за которой умер её сын. Несмотря на это, в интервью The Fader она призналась, что чувствует себя прекрасно.
В интервью журналу Vibe мать музыканта сказала, что их семья потеряла старый дом в Детройте из-за того, что она была занята заботой о Джей Дилле в его последние дни. Мать одной из дочерей Диллы, Моника Уитлоу (англ. Monica Whitlow), также высказалась по вопросу о состоянии и его наследстве:

Это меня «вымораживает», всё что происходит с этим наследством! Это просто невероятно! Прошло три года, а мой ребёнок не увидел ничего из этого наследства.
Оригинальный текст (англ.)But it pisses me off, everything that's going on with this estate. It's ridiculous 'cause it's been three years, and my baby has not seen anything from this estate. 

Чтобы помочь оплатить стоимость лечения и помочь семье, лейбл Delicious Vinyl пожертвовал миссис Йенси все доходы от альбома-компиляции Jay Deelicious: The Delicious Vinyl Years, выпущенного в 2007 году. В 2008 году магазин одежды The Giant Peach создал PayPal-аккаунт для сбора средств семье, а сайт RenSoul.com выпустил микстейп в поддержку семьи. Помимо этого, в 2009 году лейбл Stones Throw выпустил футболки «Raise It Up for Ma Dukes!» в поддержку матери Джей Диллы. В 2013 году часть виниловых пластинок из личной коллекции музыканта была выставлена на продажу. Доход от продаж ушёл J Dilla Foundation, а оставшаяся часть коллекции уйдёт в музей хип-хопа, который собирается построить Afrika Bambaataa.

### Влияние на хип-хоп культуру
Творчество Диллы сильно повлияло на хип-хоп, а сам он считается многими исполнителями и музыкальными критиками одним из лучших продюсеров в истории хип-хопа, повлиявшим помимо хип-хопа на другие жанры, среди которых R&B, неосоул и электроника. Pitchfork называет его «безграничной энциклопедией музыкальных знаний, способной манипулировать структурами, семплами и драм-машинами, создавая одни из самых изумительных произведений его эры и вообще любой эры».
В Our Vinyl Weighs a Ton: This Is Stones Throw Records, документальном фильме, выпущенном лейблом Stones Throw в 2014 году, Канье Уэст, которого сам Дилла, как и Common’а, высоко ценил, рассказывает, как J Dilla повлиял на его творчество: «Мы делаем музыку и мы должны думать: если J Dilla был бы жив, ему бы понравилось? Я должен творить во имя Диллы». В интервью Juan Epstein, совместному подкасту Питера Розенберга и Cipha Sounds, Уэст также рассказал, что считает Диллу гением, а звучание его ударных — уникальным. В интервью BBC он также заявил, что J Dilla сильно вдохновил его и что день, когда Дилла подарил ему запись с ударными, был одним из лучших дней в его жизни.
Pete Rock, фанатом которого в юности был J Dilla, заявил, что Дилла расширил его музыкальные вкусы и что сейчас он сам фанат Диллы. В документальном фильме Still Shining, посвящённом Джей Дилле, он также заявил: «В начале моей карьеры, я делал много новых вещей. [J Dilla] взял их за основу и поднял всё это на два-три уровня выше».
Dr. Dre в своём шоу The Pharmacy на радио Beats 1 заявил, что J Dilla — один из исполнителей, вдохновляющих его. «Одна из самых потрясающих вещей, которые мне нравятся в Дилле это то, как он продолжал работать в госпитале, лёжа в кровати, незадолго до своей смерти. Если говорить о преданности профессии, тому, что вы любите и делаете всю жизнь, то это — лучший пример. Вот поэтому мне нравится J Dilla», — сказал он.
Big Sean назвал Диллу «пожалуй, одним из лучших, если не лучшим продюсером за всю историю», а также добавил, что он вырос, слушая треки группы Slum Village. Questlove также считает его лучшим хип-хоп продюсером: «Много музыкантов придёт и превзойдёт его и сделают ещё что-то более невероятное, но сравнивая с тем, что мои глаза видели за эти короткие девять лет, что я знал его, это будет очень непростой задачей».
Joey Badass называет его своим самым любимым продюсером и говорит, что если перед ним стоял бы выбор между Диллой и DJ Premier, он выбрал бы Диллу, несмотря на то, что он неоднократно работал вместе с DJ Premier. Сам DJ Premier говорит, что «…Dilla сформировал свой собственный невероятный мир семплинга, который я не слышал ни от кого. Никто не работал как Dilla. И никто не смог повторить его до сих пор».
Black Milk также называет его самым любимым продюсером. «Мне кажется, что некоторые музыканты застревают в определённой эре и им сложно продолжать совершенствоваться или вообще думать о музыке под другим углом. Именно поэтому я считаю Диллу лучшим за всю историю. Он был самым прогрессивным хип-хоп продюсером. То, что он делал на драм-машине, это было впереди всех остальных на 5—10 лет», — заявил он.
Pharoahe Monch считает, что Дилле «не отдают дань уважения за то, насколько он повлиял на звучание нео-соула, R&B и музыки в целом».
Крис «Peanut Butter Wolf» Манак, основатель лейбла Stones Throw, заявил журналу Scratch: «Он постоянно менял хип-хоп. Я считаю, что переход хип-хопа в соул звучание в середине 90-х — его заслуга».
Эрика Баду, работавшая с Диллой, заявила в интервью журналу Vibe: «Он повлиял на всех нынешних музыкантов. <…> Они могут не признаться в этом… продюсеры и артисты берут что-то от Диллы, но эго не позволяет им признаться в этом».
В ноябре 2015 года Джастин Тимберлейк написал в своём Твиттере: «мне (и музыке) не хватает Диллы».
Американский певец Фаррелл Уильямс, рэперы Common, MF Doom, Bishop Nehru, Эминем и группа D12, продюсер и диджей Flying Lotus, музыкант в жанре экспериментальный поп Panda Bear, шотландский продюсер и диджей Hudson Mohawke, французский битмэйкер Onra, британская рок-группа The Horrors, инди-рок-группы Golden Silvers и Mystery Jets, диджей Joy Orbison и электронный дуэт Disclosure также в числе исполнителей, на которых повлиял J Dilla.

## Дискография
Прижизненные сольные альбомы:
- 2001: Jay Dee — Welcome 2 Detroit (Barely Breaking Even)
- 2003: Jay Dee — Ruff Draft (Mummy/Groove Attack; ре-релиз 2007 года — Stones Throw)
- 2006: J Dilla — Donuts (Stones Throw)

Посмертные сольные альбомы:
- 2006: J Dilla — The Shining (Barely Breaking Even)
- 2008: J Dilla — Jay Love Japan (Operation Unknown/PayJay)
- 2009: J Dilla — Jay Stay Paid (Nature Sounds)
- 2010: J Dilla — Donut Shop (Stones Throw/Serato)
- 2015: Jay Dee a.k.a. J Dilla — The King of Beats (Yancey Media Group)
- 2015: J Dilla — Dillatronic (Vintage Vibez Music Group)
- 2016: J Dilla — The Diary (PayJay, Mass Appeal)

В составе Slum Village:
- 1997: Slum Village — Fan-Tas-Tic (Vol. 1) (Donut Boy Recordings; ре-релиз 2006 года — Counterflow)
- 2000: Slum Village — Fantastic, Vol. 2 (Goodvibe)
- 2000: Slum Village (как J-88) — Best Kept Secret EP (Groove Attack)

В составе Jaylib:
- 2003: Jaylib — Champion Sound (Stones Throw)